# Skenäs

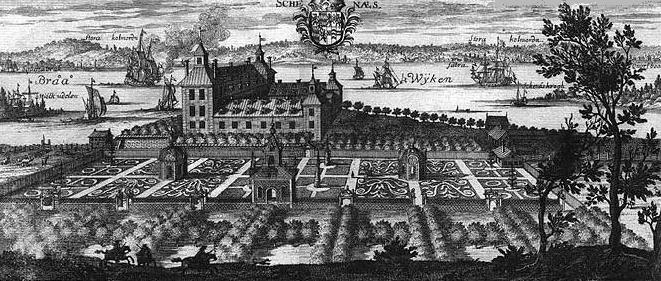
Skenäs, enligt Erik Dahlberghs "Suecia antiqua et hodierna".

Skenäs var ett slott och en kungsgård i Östergötland, vid det ställe där Bråviken är som smalast, inom nuvarande Östra Husby församling i Norrköpings kommun. Slottet brändes upp under rysshärjningarna, och på platsen återfinns idag en ruin.

## Historik
Under medeltiden nämns Skenäs tillhöra rikets förnämligare ätter. Genom Sigrid Eskilsdotters (Banér) testamente 1480 kom hennes från mödernet ärvda gård Skenäs till hennes bror Knut Eskilsson (Banér) (död 1520) och sedan till hans dotter Dorotea, gift med Kristiern Johansson (Vasa). Kung Gustav Vasa tycks ha indragit Skenäs, då det därefter innehades av drottning Margareta Eriksdotter (Leijonhufvud). Prinsessan Cecilia Vasa fick godset i förläning på 1550-talet jämte de underlydande östgötska socknarna Östra Husby, Östra Stenby, Häradshammar, Östra Ny och Skällvik. Gården kallades då drottning Margaretas arvegods.
Genom arvskifte 1572 kom Skenäs till Magnus Vasa, men hemföll vid hans död 1595 till kronan. Slottet lämnades till prins Karl Filip 1610 och till kung Karl IX:s änka, drottning Kristina, 1622. 1626 gick Skenäs till pfalzgreven Johan Kasimir och därefter till dennes son Adolf Johan av Pfalz.
Under reduktionen drogs Skenäs in till kronan 1678 och förpantades till riksrådet Gustaf Kurck samma år. Godset förlänades som morgongåva till drottning Ulrika Eleonora 1680 och har sedan dess varit upplåtet till kronoarrende.
Skenäs finns avbildat i Erik Dahlberghs Suecia antiqua et hodierna. På samma sida av Bråviken som Skenäs läses namnen Mjölkudden och Skenäs krog. På andra sidan av viken läses namnen Sätra, Kvarsebo och Stora Kolmården. Det Pfalziska vapnet förekommer på planschen, vilken är graverad av J. v. d. Aveelen 1706.
Slottsbyggnaden, som var omsluten av en trädgård och med vackert läge vid stranden, brändes av ryssarna i de så kallade rysshärjningarna 1719. 

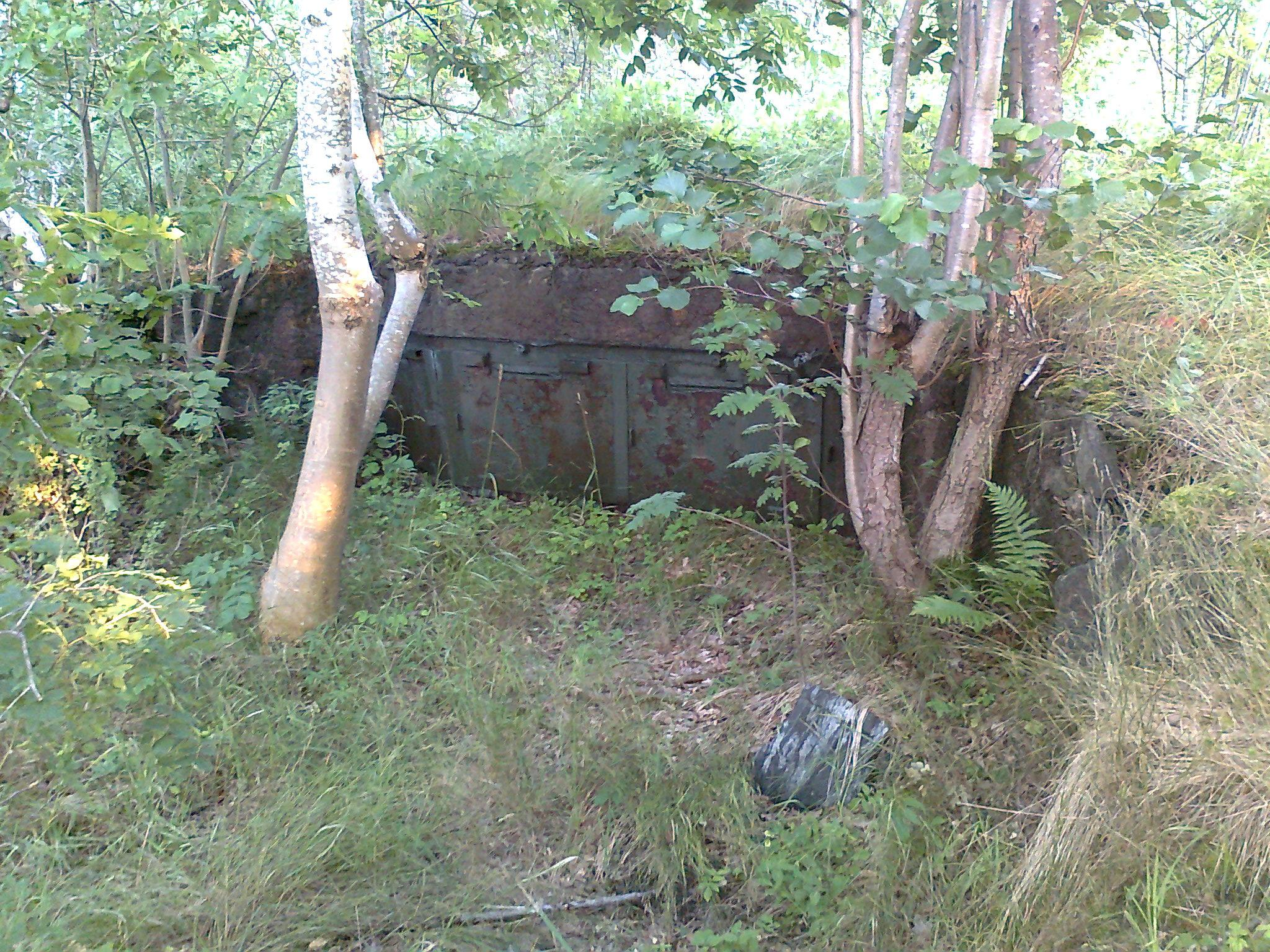
Rester av Skenäs skans.

I närheten av slottet låg Skenäs skans, en försvarsanläggning som var i bruk redan på medeltiden. Platsen användes för att försvara inloppet till Norrköping ända in på 1900-talet. 
En dryg mil väster om Skenäs lät drottning Gunilla Bielke uppföra Bråborgs slott, som under delar av 1600-talet hade samma ägare som Skenäs. Även Bråborg brändes av ryssarna 1719 och är idag en ruin.  

### Idag
Omkring 1720 uppfördes Skenäs kungsgård, en ny huvudbyggnad i timmer. Den har framspringande hörnflyglar, faluröd panel och åt öster en stor frontespis.
Skenäs slottsruin går att finna i en backe vid Bråvikens strand, nordväst om nuvarande kungsgården. Ruinerna av ett terrasserat område mäter cirka 200 x 200 meter och där finns grunden efter slottet, lämningar av delvis muromgiven borggård, några mindre husgrunder samt rester av en uppfartsväg. 
Idag finns kriminalvårdsanstalt vid Skenäs, Anstalten Skenäs.
Skenäs är också ett färjeläge vid Skenäsleden.

### Småort
År 1990 avgränsade SCB en småort runt anstalten och österut. Den hade benämningen Skenäs och småortskoden S1553. Småorten omfattade ungefär 22 hektar och hade 68 invånare. Vid avgränsningarna år 1995 och år 2000 hade befolkningen minskat och sedan år 2005 understeg den 50 personer och SCB avgränsar därför inte längre någon småort på platsen.